# Abondant
Abondant és un municipi francès, situat al departament d'Eure i Loir i a la regió del Centre - Vall del Loira.